# 극한투어
《극한투어》는 대한민국의 JTBC에 방송된 리얼리티 예능 프로그램이다.

## 기획 의도
같은 여행지에서 '극악'과 '극락'을 오가며 정반대의 재미를 선보이는 예능 프로그램

## 방송 일정
| 방송 채널 | 방송 기간                           | 방송 시간                    | 비고 |
| --------- | ----------------------------------- | ---------------------------- | ---- |
| JTBC      | 2024년 9월 22일 ~ 2024년 10월 6일   | 매주 일요일 밤 10:30 ~ 12:30 |      |
| JTBC      | 2024년 10월 13일 ~ 2024년 11월 10일 | 매주 일요일 밤 9:00 ~ 10:30  |      |

## 출연진

### 고정 진행자
- 박명수
- 조세호
- 이은지
- 강지영

### 비고정 진행자
- 가비
- 남희두 - 환승연애 2 참가자 주인공
- 이나연 - 환승연애 2 참가자 주인공
- 우영
- 이관희
- 아모띠

## 에피소드 목록
| 회차 | 방송일          | 여행지                     | 여행자          | 비고 |
| ---- | --------------- | -------------------------- | --------------- | ---- |
| 1    | 2024년 9월 22일 | 중화인민공화국 충칭        | 박명수 & 가비   |      |
| 1    | 2024년 9월 22일 | 태국 방콕                  | 이은지 & 립제이 |      |
| 2    | 9월 29일        |                            | 이은지 & 립제이 |      |
| 2    | 9월 29일        | 태국 방콕 → 치앙마이       | 이은지 & 립제이 |      |
| 2    | 9월 29일        | 중화민국 타이베이          | 남희두 & 이나연 |      |
| 3    | 10월 6일        | 튀르키예 앙카라 → 이스탄불 | 조세호 & 우영   |      |
| 3    | 10월 6일        | 중화인민공화국 충칭        | 박명수 & 가비   |      |
| 4    | 10월 13일       | 태국 치앙마이              | 이은지 & 립제이 |      |
| 4    | 10월 13일       | 튀르키예 이스탄불 → 앙카라 | 조세호 & 우영   |      |
| 5    | 10월 20일       | 스리랑카 콜롬보            | 강지영          |      |
| 5    | 10월 20일       | 튀르키예 이스탄불          | 조세호 & 우영   |      |
| 6    | 10월 27일       | 스리랑카 담불라            | 강지영          |      |
| 6    | 10월 27일       | 필리핀 라구나              | 이관희 & 아모띠 |      |
| 7    | 11월 3일        | 스리랑카                   | 강지영          |      |
| 7    | 11월 3일        | 튀르키예                   | 조세호 & 우영   |      |
| 8    | 11월 10일       | 필리핀 라구나              | 이관희 & 아모띠 |      |
| 8    | 11월 10일       | 중화민국 타이중            | 남희두 & 이나연 |      |

## 같이 보기
- 배틀 트립
- 짠내투어